# Ат-шапан айып
Ат-шапан айып, ат-тон айып — выкуп, вид наказания в казахской степи. Налагался за кражу скота; за неполную уплату калыма за невесту и воровство невесты; за нарушение договора о сватовстве; за преступление против личности (кроме убийства и нанесения тяжких телесных повреждений) и т. д. Виновник откупался скотом или другими ценными вещами. Определённую часть выкупа ат-шапан айыпа получал тореши (судья). 